# ESV Kaufbeuren
ESV Kaufbeuren (celým názvem: Eissportverein Kaufbeuren) je německý klub ledního hokeje, který sídlí v bavorském městě Kaufbeuren. Založen byl v roce 1946. V letech 1994–1998 působil pod názvem Kaufbeurer Adler. Poslední účast v nejvyšší soutěži se datuje k sezóně 1997/98. Od sezóny 2013/14 působí v Deutsche Eishockey Lize 2, druhé německé nejvyšší soutěži ledního hokeje. Klubové barvy jsou červená a žlutá.

## Historické názvy
Zdroj: 
- 1946 – ESV Kaufbeuren (Eissportverein Kaufbeuren)
- 1994 – Kaufbeurer Adler
- 1998 – ESV Kaufbeuren (Eissportverein Kaufbeuren)

## Přehled ligové účasti
Stručný přehled
Zdroj: 
- 1955–1956: Eishockey-Landesliga Bayern (2. ligová úroveň v Německu)
- 1956–1958: Eishockey-Oberliga (1. ligová úroveň v Německu)
- 1958–1959: Eishockey-Oberliga (2. ligová úroveň v Německu)
- 1959–1960: Eishockey-Bundesliga (1. ligová úroveň v Německu)
- 1960–1961: Eishockey-Oberliga (2. ligová úroveň v Německu)
- 1961–1967: Eishockey-Bundesliga (1. ligová úroveň v Německu)
- 1967–1969: Eishockey-Oberliga (2. ligová úroveň v Německu)
- 1969–1973: Eishockey-Bundesliga (1. ligová úroveň v Německu)
- 1973–1974: 2. Eishockey-Bundesliga (2. ligová úroveň v Německu)
- 1974–1975: Eishockey-Bundesliga (1. ligová úroveň v Německu)
- 1975–1978: 2. Eishockey-Bundesliga (2. ligová úroveň v Německu)
- 1978–1979: Eishockey-Bundesliga (1. ligová úroveň v Německu)
- 1979–1980: 2. Eishockey-Bundesliga (2. ligová úroveň v Německu)
- 1980–1989: Eishockey-Bundesliga (1. ligová úroveň v Německu)
- 1989–1991: 2. Eishockey-Bundesliga (2. ligová úroveň v Německu)
- 1991–1994: Eishockey-Bundesliga (1. ligová úroveň v Německu)
- 1994–1998: Deutsche Eishockey Liga (1. ligová úroveň v Německu)
- 1998–1999: 2. Eishockey-Liga (4. ligová úroveň v Německu)
- 1999–2000: Eishockey-Regionalliga Süd (4. ligová úroveň v Německu)
- 2000–2001: Eishockey-Oberliga Süd (3. ligová úroveň v Německu)
- 2001–2002: Eishockey-Oberliga (3. ligová úroveň v Německu)
- 2002–2007: 2. Eishockey-Bundesliga (2. ligová úroveň v Německu)
- 2007–2009: Eishockey-Oberliga Süd (3. ligová úroveň v Německu)
- 2009–2013: 2. Eishockey-Bundesliga (2. ligová úroveň v Německu)
- 2013– : DEL2 (2. ligová úroveň v Německu)

Jednotlivé ročníky
Zdroj: 
Legenda: ZČ - základní část, červené podbarvení - sestup, zelené podbarvení - postup, fialové podbarvení - reorganizace, změna skupiny či soutěže
| Německo (1955 – ) |                         |           |           |                                           |                   |
| Sezóny            | Soutěž                  | Úroveň    | ZČ        | Play-off                                  | Poznámky          |
| 1955/56           | Landesliga Bayern       | 2. úroveň | ?. místo  |                                           | Postup            |
| 1956/57           | Oberliga Süd            | 1. úroveň | 5. místo  |                                           |                   |
| 1957/58           | Oberliga Süd            | 1. úroveň | 6. místo  |                                           | Reorganizace      |
| 1958/59           | Oberliga                | 2. úroveň | 2. místo  |                                           | Postup            |
| 1959/60           | Bundesliga              | 1. úroveň | 8. místo  | Baráž o Bundesligu (prohra)               | Sestup            |
| 1960/61           | Oberliga                | 2. úroveň | 1. místo  | Baráž o Bundesligu (výhra)                | Postup            |
| 1961/62           | Bundesliga              | 1. úroveň | 5. místo  | Skupina o udržení (1. místo)              |                   |
| 1962/63           | Bundesliga              | 1. úroveň | 6. místo  | Skupina o udržení (2. místo)              |                   |
| 1963/64           | Bundesliga              | 1. úroveň | 3. místo  | Finálová skupina (4. místo)               |                   |
| 1964/65           | Bundesliga              | 1. úroveň | 3. místo  | Finálová skupina (4. místo)               |                   |
| 1965/66           | Bundesliga              | 1. úroveň | 2. místo  | Finálová skupina (5. místo)               |                   |
| 1966/67           | Bundesliga Süd          | 1. úroveň | 5. místo  | Baráž o Bundesligu Süd (3. místo)         | Sestup            |
| 1967/68           | Oberliga Süd            | 2. úroveň | 3. místo  | Baráž o Bundesligu Süd (4. místo)         |                   |
| 1968/69           | Oberliga Süd            | 2. úroveň | 1. místo  | Baráž o Bundesligu Süd (4. místo)         | Postup            |
| 1969/70           | Bundesliga              | 1. úroveň | 10. místo | Baráž o Bundesligu (1. místo)             |                   |
| 1970/71           | Bundesliga              | 1. úroveň | 8. místo  |                                           |                   |
| 1971/72           | Bundesliga              | 1. úroveň | 8. místo  |                                           |                   |
| 1972/73           | Bundesliga              | 1. úroveň | 11. místo |                                           | Sestup            |
| 1973/74           | 2. Bundesliga           | 2. úroveň | 1. místo  |                                           | Postup            |
| 1974/75           | Bundesliga              | 1. úroveň | 10. místo |                                           | Sestup            |
| 1975/76           | 2. Bundesliga           | 2. úroveň | 2. místo  |                                           |                   |
| 1976/77           | 2. Bundesliga           | 2. úroveň | 3. místo  | Finálová skupina (1. místo)               | Odmítnutí postupu |
| 1977/78           | 2. Bundesliga           | 2. úroveň | 3. místo  | Finálová skupina (3. místo)               | Postup            |
| 1978/79           | Bundesliga              | 1. úroveň | 12. místo | Skupina o udržení (5. místo)              | Sestup            |
| 1979/80           | 2. Bundesliga           | 2. úroveň | 1. místo  |                                           | Postup            |
| 1980/81           | Bundesliga              | 1. úroveň | 7. místo  | Čtvrtfinále                               |                   |
| 1981/82           | Bundesliga              | 1. úroveň | 6. místo  | Čtvrtfinále                               |                   |
| 1982/83           | Bundesliga              | 1. úroveň | 6. místo  | Zápas o 5. místo (výhra)                  |                   |
| 1983/84           | Bundesliga              | 1. úroveň | 6. místo  | Zápas o 3. místo (prohra)                 |                   |
| 1984/85           | Bundesliga              | 1. úroveň | 5. místo  | Zápas o 3. místo (prohra)                 |                   |
| 1985/86           | Bundesliga              | 1. úroveň | 6. místo  | Čtvrtfinále                               |                   |
| 1986/87           | Bundesliga              | 1. úroveň | 5. místo  | Čtvrtfinále                               |                   |
| 1987/88           | Bundesliga              | 1. úroveň | 6. místo  | Čtvrtfinále                               |                   |
| 1988/89           | Bundesliga              | 1. úroveň | 10. místo | Baráž o Bundesligu (4. místo)             | Sestup            |
| 1989/90           | 2. Bundesliga Süd       | 2. úroveň | 3. místo  | Baráž o Bundesligu (3. místo)             |                   |
| 1990/91           | 2. Bundesliga Süd       | 2. úroveň | 3. místo  | Finálová skupina (1. místo)               | Postup            |
| 1991/92           | Bundesliga              | 1. úroveň | 10. místo | Play-out, 1. kolo (výhra)                 |                   |
| 1992/93           | Bundesliga              | 1. úroveň | 7. místo  | Čtvrtfinále                               |                   |
| 1993/94           | Bundesliga              | 1. úroveň | 8. místo  | Čtvrtfinále                               | Reorganizace      |
| 1994/95           | Deutsche Eishockey Liga | 1. úroveň | 11. místo | Osmifinále                                |                   |
| 1995/96           | Deutsche Eishockey Liga | 1. úroveň | 15. místo | Osmifinále                                |                   |
| 1996/97           | Deutsche Eishockey Liga | 1. úroveň | 12. místo | Play-out, 1. kolo (výhra)                 |                   |
| 1997/98           | Deutsche Eishockey Liga | 1. úroveň | 16. místo |                                           | Odstoupení        |
| 1998/99           | 2. Eishockey-Liga       | 4. úroveň | 8. místo  | Skupina o udržení (1. místo)              | Reorganizace      |
| 1999/00           | Regionalliga Süd        | 4. úroveň | 1. místo  | Baráž o Oberligu Süd (1. místo)           | Postup            |
| 2000/01           | Oberliga Süd            | 3. úroveň | 3. místo  | Čtvrtfinále                               |                   |
| 2001/02           | Oberliga                | 3. úroveň | 2. místo  | Finále                                    | Postup            |
| 2002/03           | 2. Bundesliga           | 2. úroveň | 13. místo | Play-out (výhra)                          |                   |
| 2003/04           | 2. Bundesliga           | 2. úroveň | 11. místo | Skupina o udržení (3. místo)              |                   |
| 2004/05           | 2. Bundesliga           | 2. úroveň | 13. místo | Skupina o udržení (3. místo)              |                   |
| 2005/06           | 2. Bundesliga           | 2. úroveň | 9. místo  | Skupina o udržení (2. místo)              |                   |
| 2006/07           | 2. Bundesliga           | 2. úroveň | 13. místo | Play-out (prohra)                         | Sestup            |
| 2007/08           | Oberliga Süd            | 3. úroveň | 4. místo  | Čtvrtfinále                               |                   |
| 2008/09           | Oberliga Süd            | 3. úroveň | 3. místo  | Vítěz, Süd                                | Postup            |
| 2009/10           | 2. Bundesliga           | 2. úroveň | 10. místo | Čtvrtfinále                               |                   |
| 2010/11           | 2. Bundesliga           | 2. úroveň | 5. místo  | Čtvrtfinále                               |                   |
| 2011/12           | 2. Bundesliga           | 2. úroveň | 5. místo  | Čtvrtfinále                               |                   |
| 2012/13           | 2. Bundesliga           | 2. úroveň | 12. místo |                                           | Reorganizace      |
| 2013/14           | DEL2                    | 2. úroveň | 10. místo | Baráž o DEL2 (4. místo)                   |                   |
| 2014/15           | DEL2                    | 2. úroveň | 14. místo | Play-out, 2. kolo (výhra)                 |                   |
| 2015/16           | DEL2                    | 2. úroveň | 12. místo | Play-out, 2. kolo (výhra)                 |                   |
| 2016/17           | DEL2                    | 2. úroveň | 5. místo  | Semifinále                                |                   |
| 2017/18           | DEL2                    | 2. úroveň | 4. místo  | Semifinále                                |                   |
| 2018/19           | DEL2                    | 2. úroveň | 4. místo  | Semifinále                                |                   |
| 2019/20           | DEL2                    | 2. úroveň | 9. místo  | play-off zrušeno kvůli pandemii covidu-19 |                   |